# 回历新年
回历新年（阿拉伯语：‎），也称伊斯兰历新年、伊斯兰新年等，伊斯兰历中每年开始的第一天，穆哈兰姆月的第一天，回历年计数将在该日增加。回历新年在部分国家和地区为法定节假日，但对于多数穆斯林来说仅为普通的一天，穆斯林通常仅通过宣讲或者阅读回顾穆罕默德于公元622年率穆斯林由麦加迁徙到麦地那的历史来加以纪念，重要性远低于伊斯兰教两大节日古尔邦节（宰牲節）和肉孜节（開齋節）。

## 名称
中文中，回历和伊斯兰历、伊斯兰教历的含义相同，新年与元旦的含义相同，因此该日被称为“回历新年”、“伊斯兰历新年”、“伊曆新年”、“回历元旦”或“伊历元旦”等名称。英文中“伊斯兰新年”被称为“Islamic New Year”（伊斯兰新年）、“Hijri New Year”（希吉拉新年）或“Arabic New Year”（阿拉伯新年）。

## 法定节假日
在马来西亚，回历新年（或）是由联邦和州政府共同宪报公布的全国公共假日，全国各地在节日当天放假一天。在菲律宾被称为“Amun Jadid”，为穆斯林假日。
在巴基斯坦、
阿拉伯联合酋长国、
伊拉克、
科威特、
叙利亚、
黎巴嫩、
约旦、
巴林、
也门、
埃及、
利比亚、
突尼斯、
摩洛哥、
苏丹、
吉布提、
索马里、
印尼、
文莱
等国，该节日也是法定假日。